# Vòng loại Giải vô địch bóng đá thế giới 2026
Vòng loại Giải vô địch bóng đá thế giới 2026 là các giải đấu vòng loại được tổ chức bởi sáu liên đoàn bóng đá châu lục để chọn ra 45 đội tham dự Giải vô địch bóng đá thế giới 2026 cùng với Canada, Hoa Kỳ và Mexico, các đội sẽ tham gia với tư cách chủ nhà.
Quá trình vòng loại bắt đầu vào ngày 7 tháng 9 năm 2023 với ba trận đấu đầu tiên tại khu vực Nam Mỹ.

## Các đội tuyển vượt qua vòng loại

Các đội vượt qua vòng loại (tính cả chủ nhà)
Các đội có thể vượt qua vòng loại
Các đội không vượt qua vòng loại
Các đội đã rút lui hoặc bị đình chỉ thi đấu
Không phải là thành viên FIFA

| Đội tuyển vượt qua vòng loại | Tư cách vượt qua vòng loại  | Ngày vượt qua vòng loại | Số lần tham dự vòng chung kết | Lần tham dự đầu tiên | Lần tham dự gần nhất | Số lần tham dự liên tiếp gần nhất | Thành tích tốt nhất                            |
| ---------------------------- | --------------------------- | ----------------------- | ----------------------------- | -------------------- | -------------------- | --------------------------------- | ---------------------------------------------- |
| Canada                       | Chủ nhà                     | 14 tháng 2 năm 2023     | 3                             | 1986                 | 2022                 | 1                                 | Vòng bảng (1986, 2022)                         |
| Hoa Kỳ                       | Chủ nhà                     | 14 tháng 2 năm 2023     | 11                            | 1930                 | 2022                 | 1                                 | Hạng ba (1930)                                 |
| México                       | Chủ nhà                     | 14 tháng 2 năm 2023     | 17                            | 1930                 | 2022                 | 7                                 | Tứ kết (1970, 1986)                            |
| Nhật Bản                     | Nhất Bảng C vòng 3 châu Á   | 20 tháng 3 năm 2025     | 8                             | 1998                 | 2022                 | 8                                 | Vòng 16 đội (2002, 2010, 2018, 2022)           |
| New Zealand                  | Thắng vòng 3 châu Đại Dương | 24 tháng 3 năm 2025     | 3                             | 1982                 | 2010                 | 1                                 | Vòng bảng (1982, 2010)                         |
| Iran                         | Nhất Bảng A vòng 3 châu Á   | 25 tháng 3 năm 2025     | 7                             | 1978                 | 2022                 | 4                                 | Vòng bảng (1978, 1998, 2006, 2014, 2018, 2022) |
| Argentina                    | Hạng 1 Nam Mỹ               | 25 tháng 3 năm 2025     | 19                            | 1930                 | 2022                 | 14                                | Vô địch (1978, 1986, 2022)                     |
| Uzbekistan                   | Nhì Bảng A vòng 3 châu Á    | 5 tháng 6 năm 2025      | 1                             | —                    | —                    | 1                                 | —                                              |
| Hàn Quốc                     | Nhất Bảng B vòng 3 châu Á   | 5 tháng 6 năm 2025      | 12                            | 1954                 | 2022                 | 11                                | Hạng tư (2002)                                 |
| Jordan                       | Nhì Bảng B vòng 3 châu Á    | 5 tháng 6 năm 2025      | 1                             | —                    | —                    | 1                                 | —                                              |
| Úc                           | Nhì Bảng C vòng 3 châu Á    | 10 tháng 6 năm 2025     | 7                             | 1974                 | 2022                 | 6                                 | Vòng 16 đội (2006, 2022)                       |
| Brasil                       | Top 6 Nam Mỹ                | 10 tháng 6 năm 2025     | 23                            | 1930                 | 2022                 | 23                                | Vô địch (1958, 1962, 1970, 1994, 2002)         |
| Ecuador                      | Top 6 Nam Mỹ                | 10 tháng 6 năm 2025     | 5                             | 2002                 | 2022                 | 2                                 | Vòng 16 đội (2006)                             |

Ghi chú
1. ↑  Mặc dù gói thầu Thống nhất đã được lựa chọn vào ngày 13 tháng 6 năm 2018, việc trao các suất đặc cách cho đội chủ nhà vẫn chưa được quyết định cho đến khi Chủ tịch FIFA Gianni Infantino xác nhận rằng tất cả các đội chủ nhà sẽ được đảm bảo suất tự động vào ngày 31 tháng 8 năm 2022. Sau đó, phải đến ngày 14 tháng 2 năm 2023 thì Hội đồng FIFA mới chính thức xác nhận thông tin này.

## Quá trình vòng loại
Tất cả 211 trên 211 liên đoàn thành viên sẽ tham gia vòng loại.
Vào ngày 30 tháng 3 năm 2017, Văn phòng Hội đồng FIFA (bao gồm chủ tịch FIFA và các chủ tịch của 6 liên đoàn châu lục) đã đề xuất phân bổ suất vé cho Giải vô địch bóng đá thế giới 2026. Đề xuất đã được đệ trình để Hội đồng FIFA phê chuẩn.
Vào ngày 9 tháng 5 năm 2017, hai ngày trước Đại hội FIFA lần thứ 67, Hội đồng FIFA đã phê chuẩn việc phân bổ suất vé trong một cuộc họp ở Manama, Bahrain. Nó bao gồm một giải đấu playoff liên lục địa gồm 6 đội để quyết định cho 2 suất dự Giải vô địch bóng đá thế giới cuối cùng.
- AFC: 8 suất;
- CAF: 9 suất;
- CONCACAF: 3 suất (không bao gồm chủ nhà);
- CONMEBOL: 6 suất;
- OFC: 1 suất;
- UEFA: 16 suất;
- Chủ nhà 3 suất (Canada, Mỹ, Mexico);
- Play-off liên lục địa: 2 suất;

Việc phê chuẩn phân bổ vị trí cũng mang lại cho OFC một suất tham dự giải đấu lần đầu tiên trong lịch sử Giải vô địch bóng đá thế giới: Giải vô địch bóng đá thế giới 2026 sẽ là giải đấu đầu tiên mà cả 6 liên đoàn đều có ít nhất 1 suất tư thế.

## Thể thức
Mỗi liên đoàn chịu trách nhiệm cho giải đấu vòng loại của riêng mình, bao gồm ít nhất một vòng thi đấu theo thể thức dưới đây (Quy định điều 11.3):
- Thể thức vòng tròn trong đó mỗi đội thi đấu với các đội khác trong bảng của mình hai trận – một trên sân nhà và một trên sân khách.
- Thể thức vòng tròn một lượt trong đó mỗi đội trong bảng thi đấu với các đội khác một lần, địa điểm thi đấu được bốc thăm ngẫu nhiên hoặc được liên đoàn chỉ định với sự đồng ý của các hiệp hội thành viên tham gia thi đấu.
- Thể thức loại trực tiếp trong đó mỗi đội ở mỗi vòng đấu thi đấu với một đội khác qua hai lượt trận – một trên sân nhà và một trên sân khách.
- Một giải đấu được tổ chức tại một trong các quốc gia tham dự hoặc tại lãnh thổ trung lập, dưới sự cho phép của FIFA.
- Thể thức loại trực tiếp một lượt trận, dưới sự cho phép của FIFA.

### Quy tắc xếp hạng
Khi thi đấu vòng tròn, các tiêu chí xếp hạng như sau (Quy định điều 11.5):
1. Điểm thu được trong tất cả các trận đấu bảng (3 điểm cho một trận thắng, 1 điểm cho một trận hòa, 0 điểm cho một trận thua)
2. Hiệu số bàn thắng bại trong tất cả các trận đấu bảng
3. Số bàn thắng ghi được trong tất cả các trận đấu bảng

Nếu hai hay nhiều đội có thứ hạng bằng nhau sau khi xét các tiêu chí từ 1–3, các tiêu chí sau đây được áp dụng:
1. Điểm thu được trong các trận đấu giữa các đội có liên quan
2. Hiệu số bàn thắng bại trong các trận đấu giữa các đội có liên quan
3. Số bàn thắng ghi được trong các trận đấu giữa các đội có liên quan
4. Số bàn thắng ghi được trên sân khách trong các trận đấu giữa các đội có liên quan
5. Điểm thẻ phạt trong tất cả các trận đấu bảng:
  1. Thẻ vàng thứ nhất: –1 điểm
  2. Thẻ vàng thứ hai/thẻ đỏ gián tiếp: –3 điểm
  3. Thẻ vàng trực tiếp: –4 điểm
  4. Thẻ vàng và thẻ đỏ trực tiếp: –5 điểm

Chỉ một trong các khoản trừ trên được áp dụng cho một cầu thủ hoặc một quan chức trong một trận đấu, ví dụ một cầu thủ nhận thẻ vàng thứ hai sẽ được tính –3 điểm thay vì –4 (–1 cho thẻ thứ nhất và –3 cho thẻ thứ hai).
6. Bốc thăm của FIFA

Nếu giải đấu được tổ chức tại một quốc gia chủ nhà hoặc lãnh thổ trung lập, tiêu chí 7 sẽ không được áp dụng (Quy định điều 11.6).
Với thể thức đấu loại trực tiếp trên sân nhà và sân khách, đội ghi được tổng số bàn thắng nhiều hơn sẽ chiến thắng và giành quyến đi tiếp. Nếu tổng tỷ số bằng nhau, hai đội sẽ thi đấu tiếp 30 phút hai hiệp phụ. Nếu tỷ số hòa vẫn giữ nguyên khi hết hiệp phụ, luật bàn thắng sân khách sẽ không được áp dụng và đội chiến thắng sẽ được xác định bằng loạt sút luân lưu (Quy định điều 11.9). Với thể thức đấu loại trực tiếp một trận, đội ghi được nhiều bàn thắng hơn sẽ chiến thắng và giành quyến đi tiếp. Nếu hai đội hòa nhau sau thời gian thi đấu chính thức, tiếp tục thi đấu hiệp phụ, và sau đó là loạt sút luân lưu nếu tỷ số vẫn hòa (Quy định điều 11.10).

## Vòng loại các liên đoàn châu lục

### AFC
Vào ngày 1 tháng 8 năm 2022, Ủy ban điều hành Liên đoàn bóng đá châu Á đã phê duyệt thể thức vòng loại Giải vô địch bóng đá thế giới 2026 khu vực châu Á để xác định tám suất trực tiếp và một suất play-off liên lục địa được FIFA phân bổ cho AFC.
Cơ cấu vòng loại như sau:
- Vòng 1: 20 đội tuyển xếp hạng 27–46 khu vực châu Á được bốc thăm chia làm 10 cặp đối đầu trực tiếp theo thể thức sân nhà và sân khách. 9 đội chiến thắng lọt vào vòng 2.
- Vòng 2: 36 đội tuyển, bao gồm các đội xếp hạng 1–26 châu Á và 10 đội vượt qua vòng 1, được chia thành 9 bảng, mỗi bảng 4 đội, thi đấu vòng tròn hai lượt trên sân nhà và sân khách. Hai đội đứng đầu mỗi bảng (tổng cộng 18 đội) sẽ đi tiếp vào vòng 3 và giành vé tham dự vòng chung kết Cúp bóng đá châu Á 2027.
- Vòng 3: 18 đội tuyển được chia thành 3 bảng, mỗi bảng 6 đội, thi đấu theo thể thức vòng tròn hai lượt trên sân nhà và sân khách. Hai đội đứng đầu mỗi bảng (tổng cộng 6 đội) sẽ giành vé dự World Cup 2026. Hai đội đứng thứ ba và thứ tư mỗi bảng sẽ đi tiếp vào vòng 4.
- Vòng 4: 6 đội tuyển xếp thứ ba và tư của 3 bảng đấu ở vòng 3 được chia thành 2 bảng, mỗi bảng 3 đội, thi đấu theo thể thức vòng tròn một lượt. Hai đội nhất bảng sẽ giành 2 suất trực tiếp còn lại của châu Á dự World Cup 2026.
- Vòng 5: 2 đội tuyển đứng nhì bảng của vòng 4 sẽ thi đấu 2 lượt trận play-off để xác định đội giành suất tham dự vòng play-off liên lục địa.

Sri Lanka đã bị đình chỉ vào tháng 1 năm 2023 và không xuất hiện trong thông tin bốc thăm mà AFC công bố vào đầu tháng 7. Tuy nhiên, đội tuyển này đã được thêm lại với điều kiện Liên đoàn bóng đá Sri Lanka tổ chức bầu cử ít nhất mười ngày trước khi vòng loại bắt đầu.

#### Giai đoạn gần đây nhất (vòng 3)
| Chú giải                                               |
| ------------------------------------------------------ |
| Giành quyền tham dự Giải vô địch bóng đá thế giới 2026 |
| Giành quyền vào vòng 4                                 |

| VT | Đội               | ST | Đ  |
| -- | ----------------- | -- | -- |
| 1  | Iran              | 10 | 23 |
| 2  | Uzbekistan        | 10 | 21 |
| 3  | UAE               | 10 | 15 |
| 4  | Qatar             | 10 | 13 |
| 5  | Kyrgyzstan        | 10 | 8  |
| 6  | CHDCND Triều Tiên | 10 | 3  |

| VT | Đội       | ST | Đ  |
| -- | --------- | -- | -- |
| 1  | Hàn Quốc  | 10 | 22 |
| 2  | Jordan    | 10 | 16 |
| 3  | Iraq      | 10 | 15 |
| 4  | Oman      | 10 | 11 |
| 5  | Palestine | 10 | 10 |
| 6  | Kuwait    | 10 | 5  |

| VT | Đội         | ST | Đ  |
| -- | ----------- | -- | -- |
| 1  | Nhật Bản    | 10 | 23 |
| 2  | Úc          | 10 | 19 |
| 3  | Ả Rập Xê Út | 10 | 13 |
| 4  | Indonesia   | 10 | 12 |
| 5  | Trung Quốc  | 10 | 9  |
| 6  | Bahrain     | 10 | 6  |

### CAF
Vào ngày 19 tháng 5 năm 2023, Uỷ ban điều hành Liên đoàn bóng đá châu Phi đã thông báo về thể thức mới của vòng loại Giải vô địch bóng đá thế giới 2026 tại khu vực này. Cấu trúc vòng loại như sau:
- Vòng 1: 54 đội tuyển thuộc khu vực châu Phi sẽ được chia thành 9 bảng, mỗi bảng 6 đội, thi đấu vòng tròn hai lượt sân nhà và sân khách. 9 đội đứng nhất bảng sẽ có suất trực tiếp tham dự World Cup 2026, 4 đội đứng nhì bảng có thành tích xuất sắc nhất sẽ tham dự vòng 2 (vòng play-off).
- Vòng 2: 4 đội tuyển sẽ được chia thành 2 cặp đấu, đội thắng ở mỗi cặp đấu sẽ đối đầu trực tiếp với nhau để chọn ra đội giành suất tham dự vòng play-off liên lục địa.

#### Giai đoạn hiện tại (vòng 1)
| Chú giải                                               |
| ------------------------------------------------------ |
| Giành quyền tham dự Giải vô địch bóng đá thế giới 2026 |
| Có thể giành quyền vào vòng 2                          |
| Đội rút lui                                            |

| VT | Đội          | ST | Đ  |
| -- | ------------ | -- | -- |
| 1  | Ai Cập       | 6  | 16 |
| 2  | Burkina Faso | 6  | 11 |
| 3  | Sierra Leone | 6  | 8  |
| 4  | Ethiopia     | 6  | 6  |
| 5  | Guiné-Bissau | 6  | 6  |
| 6  | Djibouti (Z) | 6  | 1  |

| VT | Đội            | ST | Đ  |
| -- | -------------- | -- | -- |
| 1  | CHDC Congo     | 6  | 13 |
| 2  | Sénégal        | 6  | 12 |
| 3  | Sudan          | 6  | 12 |
| 4  | Togo           | 6  | 4  |
| 5  | Nam Sudan      | 6  | 3  |
| 6  | Mauritanie (Z) | 6  | 2  |

| VT | Đội      | ST | Đ  |
| -- | -------- | -- | -- |
| 1  | Nam Phi  | 6  | 13 |
| 2  | Rwanda   | 6  | 8  |
| 3  | Bénin    | 6  | 8  |
| 4  | Nigeria  | 6  | 7  |
| 5  | Lesotho  | 6  | 6  |
| 6  | Zimbabwe | 6  | 4  |

| VT | Đội        | ST | Đ  |
| -- | ---------- | -- | -- |
| 1  | Cabo Verde | 6  | 13 |
| 2  | Cameroon   | 6  | 12 |
| 3  | Libya      | 6  | 8  |
| 4  | Angola     | 6  | 7  |
| 5  | Mauritius  | 6  | 5  |
| 6  | Eswatini   | 6  | 2  |

| VT | Đội                | ST | Đ  |
| -- | ------------------ | -- | -- |
| 1  | Maroc              | 5  | 15 |
| 2  | Tanzania           | 5  | 9  |
| 3  | Zambia             | 5  | 6  |
| 4  | Niger              | 4  | 6  |
| 5  | Cộng hòa Congo (E) | 5  | 0  |
| 6  | Eritrea            | 0  | 0  |

| VT | Đội            | ST | Đ  |
| -- | -------------- | -- | -- |
| 1  | Bờ Biển Ngà    | 6  | 16 |
| 2  | Gabon          | 6  | 15 |
| 3  | Burundi        | 6  | 10 |
| 4  | Kenya          | 6  | 6  |
| 5  | Gambia (Z)     | 6  | 4  |
| 6  | Seychelles (E) | 6  | 0  |

| VT | Đội         | ST | Đ  |
| -- | ----------- | -- | -- |
| 1  | Algérie     | 6  | 15 |
| 2  | Mozambique  | 6  | 12 |
| 3  | Botswana    | 6  | 9  |
| 4  | Uganda      | 6  | 9  |
| 5  | Guinée      | 6  | 7  |
| 6  | Somalia (Z) | 6  | 1  |

| VT | Đội                      | ST | Đ  |
| -- | ------------------------ | -- | -- |
| 1  | Tunisia                  | 6  | 16 |
| 2  | Namibia                  | 6  | 12 |
| 3  | Liberia                  | 6  | 10 |
| 4  | Guinea Xích Đạo          | 6  | 7  |
| 5  | Malawi                   | 6  | 6  |
| 6  | São Tomé và Príncipe (E) | 6  | 0  |

| VT | Đội        | ST | Đ  |
| -- | ---------- | -- | -- |
| 1  | Ghana      | 6  | 15 |
| 2  | Comoros    | 6  | 12 |
| 3  | Madagascar | 6  | 10 |
| 4  | Mali       | 6  | 9  |
| 5  | Trung Phi  | 6  | 5  |
| 6  | Tchad (E)  | 6  | 0  |

Cả CAF lẫn FIFA đều chưa đưa ra thông báo chính thức về việc Eritrea rút lui sẽ ảnh hưởng thế nào đến thứ hạng của các đội nhì bảng.
| Chú giải               |
| ---------------------- |
| Giành quyền vào vòng 2 |

| \| VT \| Đội- x - t - s \| ST \| Đ \| \| -- \| -------------- \| -- \| -- \| \| 1 \| Gabon \| 6 \| 15 \| \| 2 \| Cameroon \| 6 \| 12 \| \| 3 \| Sénégal \| 6 \| 12 \| \| 4 \| Namibia \| 6 \| 12 \| \| 5 \| Comoros \| 6 \| 12 \| \| 6 \| Mozambique \| 6 \| 12 \| \| 7 \| Burkina Faso \| 6 \| 11 \| \| 8 \| Tanzania \| 5 \| 9 \| \| 9 \| Rwanda \| 6 \| 8 \|Cập nhật đến (các) trận đấu được diễn ra vào 25 tháng 3 năm 2025. · Nguồn: FIFA |              |    |    |
| VT | Đội          | ST | Đ  |
| 1 | Gabon        | 6  | 15 |
| 2 | Cameroon     | 6  | 12 |
| 3 | Sénégal      | 6  | 12 |
| 4 | Namibia      | 6  | 12 |
| 5 | Comoros      | 6  | 12 |
| 6 | Mozambique   | 6  | 12 |
| 7 | Burkina Faso | 6  | 11 |
| 8 | Tanzania     | 5  | 9  |
| 9 | Rwanda       | 6  | 8  |

### CONCACAF
Vào ngày 31 tháng 8 năm 2022, trong chuyến thăm đến Guatemala, Chủ tịch FIFA Gianni Infantino đã xác nhận 6 đội CONCACAF sẽ giành quyền tham dự Giải vô địch bóng đá thế giới 2026, bao gồm Canada, Mexico và Hoa Kỳ là chủ nhà. Ngoài ra, hai đội CONCACAF sẽ tham dự vòng play-off liên lục địa.
Vào ngày 26 tháng 2 năm 2023, Liên đoàn bóng đá Bắc, Trung Mỹ và Caribe đã thông báo về thể thức mới cho Vòng loại giải vô địch bóng đá thế giới 2026 khu vực Bắc, Trung Mỹ và Caribe:
- Vòng 1: Bốn đội được xếp hạng từ 29 - 32 thuộc khu vực Bắc, Trung Mỹ và Caribe, theo Bảng xếp hạng FIFA vào tháng 11 năm 2023, sẽ được chia thành hai cặp đấu, thi đấu vòng tròn một lượt. Hai đội chiến thắng sẽ vào Vòng 2.
- Vòng 2: Ba mươi đội, gồm các đội xếp hạng từ 1 - 28 thuộc khu vực Bắc, Trung Mỹ và Caribe theo Bảng xếp hạng FIFA tháng 11 năm 2023 và hai đội chiến thắng từ vòng 1, sẽ được chia thành 6 bảng, mỗi bảng 5 đội. Các đội sẽ thi đấu vòng tròn, hai đội đứng nhất và nhì ở mỗi bảng sẽ vào vòng 3.
- Vòng 3: 12 đội đứng thứ nhất và thứ nhì từ Vòng 2 sẽ được chia thành 3 bảng 4 đội, thi đấu vòng tròn hai lượt. Đội đứng nhất của từng bảng sẽ trực tiếp tham dự Giải vô địch bóng đá thế giới 2026, còn hai đội đứng thứ nhì có thành tích tốt nhất sẽ vào vòng Play-off liên lục địa.

#### Giai đoạn hiện tại (vòng 3)
| Chú giải                                               |
| ------------------------------------------------------ |
| Giành quyền tham dự Giải vô địch bóng đá thế giới 2026 |
| Có thể giành quyền vào vòng play-off liên lục địa      |

| VT | Đội         | ST | Đ |
| -- | ----------- | -- | - |
| 1  | Panamá      | 0  | 0 |
| 2  | El Salvador | 0  | 0 |
| 3  | Guatemala   | 0  | 0 |
| 4  | Suriname    | 0  | 0 |

| VT | Đội                | ST | Đ |
| -- | ------------------ | -- | - |
| 1  | Jamaica            | 0  | 0 |
| 2  | Curaçao            | 0  | 0 |
| 3  | Trinidad và Tobago | 0  | 0 |
| 4  | Bermuda            | 0  | 0 |

| VT | Đội        | ST | Đ |
| -- | ---------- | -- | - |
| 1  | Costa Rica | 0  | 0 |
| 2  | Honduras   | 0  | 0 |
| 3  | Haiti      | 0  | 0 |
| 4  | Nicaragua  | 0  | 0 |

| Chú giải                                   |
| ------------------------------------------ |
| Giành quyền vào vòng play-off liên lục địa |

| VT | Đội         | ST | Đ |
| -- | ----------- | -- | - |
| 1  | El Salvador | 0  | 0 |
| 2  | Curaçao     | 0  | 0 |
| 3  | Honduras    | 0  | 0 |

### CONMEBOL
Vào ngày 22 tháng 8 năm 2022, CONMEBOL đã gửi một bản kiến nghị tới FIFA yêu cầu giữ nguyên thể thức vòng tròn 2 lượt tính điểm đã được sử dụng kể từ vòng loại World Cup 1998 đến nay.
Ngày 3 tháng 10, CONMEBOL xác nhận thể thức vòng loại vẫn sẽ là 10 nước thi đấu vòng tròn 2 lượt tính điểm, bắt đầu từ tháng 9 năm 2023. Lịch thi đấu được giữ y nguyên như vòng loại năm 2022. 6 đội đứng đầu sẽ giành 6 tấm vé trực tiếp đến Giải vô địch bóng đá thế giới 2026, với vị trí thứ 7 đủ điều kiện cho Playoff liên lục địa.
Trước khi bắt đầu vòng loại, Ecuador đã bị trừ 3 điểm và bị phạt 100.000 CHF vì làm giả giấy khai sinh cho Byron Castillo trong vòng loại World Cup trước đó.

#### Giai đoạn hiện tại
| Chú giải                                               |
| ------------------------------------------------------ |
| Giành quyền tham dự Giải vô địch bóng đá thế giới 2026 |
| Giành quyền vào vòng play-off liên lục địa             |

| VT | Đội           | ST | Đ  |
| -- | ------------- | -- | -- |
| 1  | Argentina (Q) | 16 | 35 |
| 2  | Ecuador (Q)   | 16 | 25 |
| 3  | Brasil (Q)    | 16 | 25 |
| 4  | Uruguay (X)   | 16 | 24 |
| 5  | Paraguay (X)  | 16 | 24 |
| 6  | Colombia      | 16 | 22 |
| 7  | Venezuela     | 16 | 18 |
| 8  | Bolivia       | 16 | 17 |
| 9  | Perú (Y)      | 16 | 12 |
| 10 | Chile (E)     | 16 | 10 |

### OFC
Năm 2026 đánh dấu lần đầu tiên OFC được trao một suất trực tiếp tham dự World Cup, bên cạnh một suất tham dự vòng play-off liên lục địa. Thể thức cho vòng loại World Cup như sau:
- Vòng 1: 4 đội có thứ hạng thấp nhất trên bảng xếp hạng FIFA của khu vực Châu Đại Dương sẽ được chia thành 2 cặp đấu, đội thắng ở mỗi cặp đấu sẽ gặp nhau, và đội chiến thắng ở trận đấu cuối cùng sẽ vào Vòng 2.
- Vòng 2: 7 đội có thứ hạng cao nhất trên bảng xếp hạng FIFA của khu vực Châu Đại Dương và 1 đội thắng từ Vòng 1 sẽ được chia thành 2 bảng 4 đội, thi đấu 2 lượt sân nhà và sân khách,với đội đứng thứ nhất và thứ nhì của mỗi bảng sẽ vào Vòng 3.
- Vòng 3: 4 đội đứng thứ nhất và thứ nhì từ Vòng 2 sẽ được chia thành 2 cặp đấu, đội thắng ở mỗi cặp đấu sẽ gặp nhau. Đội thắng ở trận đấu cuối cùng sẽ vào thẳng World Cup 2026, và đội thua sẽ tham dự vòng play-off liên lục địa.

#### Kết quả cuối cùng (vòng 3)
|  | Bán kết                           | Bán kết     |                                 |   | Chung kết | Chung kết |
|  |                                   |             |                                 |   |           |           |
|  | 21 tháng 03 năm 2025 – Wellington |             |                                 |   |           |           |
|  |                                   |             |                                 |   |           |           |
|  | Nouvelle-Calédonie                | 3           |                                 |   |           |           |
|  | Nouvelle-Calédonie                | 3           | 24 tháng 03 năm 2025 – Auckland |   |           |           |
|  | Tahiti                            | 0           |                                 |   |           |           |
|  | Tahiti                            | 0           | Nouvelle-Calédonie              | 0 |           |           |
|  | 21 tháng 03 năm 2025 – Wellington |             | Nouvelle-Calédonie              | 0 |           |           |
|  |                                   | New Zealand | 3                               |   |           |           |
|  | New Zealand                       | New Zealand | 3                               | 7 |           |           |
|  | New Zealand                       |             |                                 | 7 |           |           |
|  | Fiji                              | 0           |                                 |   |           |           |
|  | Fiji                              | 0           |                                 |   |           |           |

### UEFA
Ủy ban điều hành UEFA đã công bố thể thức vòng loại châu Âu mới vào ngày 25 tháng 1 năm 2023. Các đội sẽ được chia thành 12 bảng, mỗi bảng 4 hoặc 5 đội, thi đấu vòng tròn hai lượt trên sân nhà và sân khách từ tháng 3 đến tháng 11 năm 2025. Các đội nhất bảng sẽ trực tiếp giành quyền tham dự World Cup, còn các đội nhì bảng sẽ tham dự các trận play-off, tổng cộng 16 đội tuyển giành quyền vào vòng chung kết. 
Lễ bốc thăm vòng loại diễn ra vào ngày 13 tháng 12 năm 2024 tại Zürich, Thụy Sĩ. Do cuộc xâm lược Ukraine của Nga, đội tuyển quốc gia Nga hiện đang bị đình chỉ và việc loại trừ đội tuyển này đã được xác nhận trong một thông tư do UEFA phát hành vào ngày 11 tháng 11 năm 2024.
- Vòng 1: Các đội được chia thành 12 bảng (7 bảng 5 đội và 5 bảng 4 đội khi có đủ 55 nước thành viên). Các đội nhất bảng có vé trực tiếp dự World Cup.
- Vòng 2: 12 đội nhì bảng từ Vòng 1 và 4 đội có thành tích xuất sắc nhất dựa trên bảng xếp hạng tổng thể của UEFA Nations Leauge 2024-25 (nếu nằm trong nhóm các đội nhất hoặc nhì bảng Vòng 1 thì đội có thành tích xuất sắc nhất tiếp theo sẽ giành vé vào vòng này) sẽ được chia thành 4 nhánh, mỗi nhánh có 4 đội (đội chủ nhà của mỗi nhánh sẽ được bốc thăm), các đội sẽ được chia thành 2 cặp đấu, đội thắng ở 2 cặp đấu sẽ gặp nhau, và đội thắng chung cuộc ở các nhánh sẽ dành vé dự World Cup.[23][24]

#### Giai đoạn hiện tại (vòng 1)
| Chú giải                                               |
| ------------------------------------------------------ |
| Giành quyền tham dự Giải vô địch bóng đá thế giới 2026 |
| Giành quyền vào vòng 2                                 |

| VT | Đội         | ST | Đ |
| -- | ----------- | -- | - |
| 1  | Đức (X)     | 0  | 0 |
| 2  | Slovakia    | 0  | 0 |
| 3  | Bắc Ireland | 0  | 0 |
| 4  | Luxembourg  | 0  | 0 |

| VT | Đội       | ST | Đ |
| -- | --------- | -- | - |
| 1  | Thụy Sĩ   | 0  | 0 |
| 2  | Thụy Điển | 0  | 0 |
| 3  | Slovenia  | 0  | 0 |
| 4  | Kosovo    | 0  | 0 |

| VT | Đội      | ST | Đ |
| -- | -------- | -- | - |
| 1  | Đan Mạch | 0  | 0 |
| 2  | Hy Lạp   | 0  | 0 |
| 3  | Scotland | 0  | 0 |
| 4  | Belarus  | 0  | 0 |

| VT | Đội        | ST | Đ |
| -- | ---------- | -- | - |
| 1  | Pháp (X)   | 0  | 0 |
| 2  | Ukraina    | 0  | 0 |
| 3  | Iceland    | 0  | 0 |
| 4  | Azerbaijan | 0  | 0 |

| VT | Đội             | ST | Đ |
| -- | --------------- | -- | - |
| 1  | Tây Ban Nha (X) | 0  | 0 |
| 2  | Thổ Nhĩ Kỳ      | 0  | 0 |
| 3  | Gruzia          | 0  | 0 |
| 4  | Bulgaria        | 0  | 0 |

| VT | Đội              | ST | Đ |
| -- | ---------------- | -- | - |
| 1  | Bồ Đào Nha (X)   | 0  | 0 |
| 2  | Hungary          | 0  | 0 |
| 3  | Cộng hòa Ireland | 0  | 0 |
| 4  | Armenia          | 0  | 0 |

| VT | Đội      | ST | Đ |
| -- | -------- | -- | - |
| 1  | Phần Lan | 4  | 7 |
| 2  | Hà Lan   | 2  | 6 |
| 3  | Ba Lan   | 3  | 6 |
| 4  | Litva    | 3  | 2 |
| 5  | Malta    | 4  | 1 |

| VT | Đội                  | ST | Đ |
| -- | -------------------- | -- | - |
| 1  | Bosna và Hercegovina | 3  | 9 |
| 2  | Áo                   | 2  | 6 |
| 3  | România              | 4  | 6 |
| 4  | Síp                  | 3  | 3 |
| 5  | San Marino           | 4  | 0 |

| VT | Đội     | ST | Đ  |
| -- | ------- | -- | -- |
| 1  | Na Uy   | 4  | 12 |
| 2  | Israel  | 3  | 6  |
| 3  | Ý       | 2  | 3  |
| 4  | Estonia | 4  | 3  |
| 5  | Moldova | 3  | 0  |

| VT | Đội           | ST | Đ |
| -- | ------------- | -- | - |
| 1  | Bắc Macedonia | 4  | 8 |
| 2  | Wales         | 4  | 7 |
| 3  | Bỉ            | 2  | 4 |
| 4  | Kazakhstan    | 3  | 3 |
| 5  | Liechtenstein | 3  | 0 |

| VT | Đội     | ST | Đ |
| -- | ------- | -- | - |
| 1  | Anh     | 3  | 9 |
| 2  | Albania | 4  | 5 |
| 3  | Serbia  | 2  | 4 |
| 4  | Latvia  | 3  | 4 |
| 5  | Andorra | 4  | 0 |

| VT | Đội            | ST | Đ |
| -- | -------------- | -- | - |
| 1  | Séc            | 4  | 9 |
| 2  | Croatia        | 2  | 6 |
| 3  | Montenegro     | 3  | 6 |
| 4  | Quần đảo Faroe | 3  | 3 |
| 5  | Gibraltar      | 4  | 0 |

## Vòng play-off liên lục địa
Một giải đấu play-off có sự tham gia của sáu đội – mỗi đội từ AFC, CAF, CONMEBOL và OFC và hai đội từ CONCACAF – sẽ được tổ chức để quyết định hai suất cuối cùng tham dự FIFA World Cup. Bốn đội xếp cuối bảng trong Bảng xếp hạng FIFA thế giới sẽ được bốc thăm vào hai trận đấu loại trực tiếp. Đội chiến thắng trong các trận đấu đó sẽ tiến tới đấu với hai đội đứng đầu trong hai trận đấu loại trực tiếp và đội chiến thắng sẽ đủ điều kiện tham dự World Cup. Vòng play-off sẽ được tổ chức như một sự kiện thử nghiệm tại một hoặc nhiều quốc gia chủ nhà.
|  | Nhóm A Lượt đấu 1    | Nhóm A Lượt đấu 1 |                      |  | Nhóm B Lượt đấu 2 | Nhóm B Lượt đấu 2 |
|  |                      |                   |                      |  |                   |                   |
|  |                      |                   |                      |  |                   |                   |
|  |                      |                   |                      |  |                   |                   |
|  |                      |                   |                      |  |                   |                   |
|  | Canada/México/Hoa Kỳ |                   |                      |  |                   |                   |
|  |                      |                   |                      |  |                   |                   |
|  | Đội hạt giống        |                   |                      |  |                   |                   |
|  | Canada/México/Hoa Kỳ |                   |                      |  |                   |                   |
|  |                      |                   | Đội thắng Lượt đấu 1 |  |                   |                   |
|  | Đội không hạt giống  |                   |                      |  |                   |                   |
|  |                      |                   |                      |  |                   |                   |
|  | Đội không hạt giống  |                   |                      |  |                   |                   |
|  |                      |                   |                      |  |                   |                   |

|  | Nhóm A Lượt đấu 1    | Nhóm A Lượt đấu 1 |                      |  | Nhóm B Lượt đấu 2 | Nhóm B Lượt đấu 2 |
|  |                      |                   |                      |  |                   |                   |
|  |                      |                   |                      |  |                   |                   |
|  |                      |                   |                      |  |                   |                   |
|  |                      |                   |                      |  |                   |                   |
|  | Canada/México/Hoa Kỳ |                   |                      |  |                   |                   |
|  |                      |                   |                      |  |                   |                   |
|  | Đội hạt giống        |                   |                      |  |                   |                   |
|  | Canada/México/Hoa Kỳ |                   |                      |  |                   |                   |
|  |                      |                   | Đội thắng Lượt đấu 1 |  |                   |                   |
|  | Đội không hạt giống  |                   |                      |  |                   |                   |
|  |                      |                   |                      |  |                   |                   |
|  | Đội không hạt giống  |                   |                      |  |                   |                   |
|  |                      |                   |                      |  |                   |                   |

## Cầu thủ ghi bàn hàng đầu
Đang có 1581 bàn thắng ghi được trong 580 trận đấu, trung bình 2.73 bàn thắng mỗi trận đấu (tính đến ngày 10 tháng 6 năm 2025). Các cầu thủ được thể hiện bằng chữ đậm vẫn đang thi đấu ở giải.
12 bàn thắng
- Almoez Ali

10 bàn thắng
- Mehdi Taremi
- Son Heung-min

9 bàn thắng
- Ali Olwan
- Chris Wood

8 bàn thắng
- Sardar Azmoun
- Aymen Hussein
- Ayase Ueda
- Yazan Al-Naimat
- Fábio Lima

7 bàn thắng
- Luis Díaz
- Musa Al-Taamari

6 bàn thắng
- Lionel Messi
- Kusini Yengi
- Miguel Terceros
- Mohamed Salah
- Ogawa Koki
- Joel Kojo
- Harib Abdalla

Về những cầu thủ ghi nhiều bàn nhất ở mỗi liên đoàn, xem mục tương ứng trong mỗi bài viết:
- AFC
- CAF
- CONCACAF
- CONMEBOL
- OFC
- UEFA
- Play-off liên lục địa